# Los Felipitos
Los Felipitos fue un grupo clandestino de hombres homosexuales de Colombia surgido en la década de 1940. Fueron pioneros en el movimiento LGBT en ese país.

## Historia
Manuel Velandía, activista LGBTI en Colombia, narró en su obra Historia del Movimiento L&G Colombiano desde sus orígenes hasta la culminación del siglo XX. Una historia vista en primera persona y en diversas entrevistas la existencia de un grupo de hombres homosexuales de la clase alta colombiana que se habrían reunido en torno a un hijo de un presidente de la república de nombre Felipe. En las fuentes disponibles se habla de que Los Felipitos habrían realizado la boda del hijo del presidente incluso con la participación de su familia, misma que habría sido impedida por la policía colombiana.
Debido a la criminalización de la diversidad sexual imperante en la época, no existe mayor documentación sobre las actividades del grupo ni se precisa la identidad de quienes integraron el grupo, si bien Velandía habría conocido a algunos en persona. Por años se identificó erróneamente al periodista Felipe Zuleta Lleras como el líder del grupo.
La existencia de Los Felipitos ha sido cuestionada, planteando que su fama se debe a la repetición de este relato tanto en prensa como en investigaciones académicas.